# Lorenzo Suraci
Lorenzo Suraci (Vibo Valentia, 22 luglio 1952) è un imprenditore e produttore discografico italiano, presidente di RTL 102.5 fin dal 1987.

## Biografia
Nato in Calabria, all'età di 19 anni si è trasferito a Bergamo con i genitori.
Nel 1987 ha acquistato l'emittente radiofonica RTL 102.5, attiva già da diversi anni in ambito locale nel Nord Italia, con l'obiettivo di promuovere attraverso le sue frequenze la discoteca Capriccio di Arcene, di sua proprietà. Negli anni successivi ha poi ampliato il segnale della radio in tutto il territorio italiano, rendendola così, poco prima del 1990, uno dei network nazionali dello stivale.
Ha inoltre avviato, nel 1990, l'etichetta discografica Baraonda Edizioni Musicali, con la quale nel corso degli anni ha pubblicato dischi di Mariella Nava e i Modà - lanciando parimenti nuovi artisti come Bianca Atzei, The Kolors, i Dear Jack e Chiara Grispo -  per poi prendere il controllo di un'altra casa discografica, la Ultrasuoni.
Negli anni successivi ha mantenuto il suo ruolo di direttore dell'emittente, avviando nel 2001 il progetto di "radiovisione" che ha reso l'emittente sia una stazione radiofonica che un canale televisivo, in onda inizialmente via satellite e infine in digitale terrestre.
Nel 2015 ha rilevato Radio LatteMiele e Radio Zeta, lanciando così, nel gennaio 2016, il nuovo network nazionale Radio Zeta L'Italiana.
Nell'ottobre 2016 Suraci ha lanciato una nuova emittente, Radiofreccia.